# Igor Lewczuk
Igor Lewczuk (ur. 30 maja 1985 w Białymstoku) – polski piłkarz, występujący na pozycji obrońcy, od sezonu 2024/2025 w polskim klubie KS CK Troszyn.

## Kariera klubowa
Lewczuk rozpoczął swoją karierę w Hetmanie Białystok, w którym występował w latach 2003–2006. 
W sezonie 2006/2007 trafił do Znicza Pruszków i wywalczył z tą drużyną awans do II ligi. Po zakończeniu rundy jesiennej sezonu 2007/2008 przebywał na testach w Zagłębiu Lubin, gdzie rozegrał jeden mecz w Pucharze Ekstraklasy. Latem 2008 roku trafił do Jagiellonii Białystok. Rundę wiosenną sezonu 2010/11 spędził na wypożyczeniu w Piaście Gliwice, zaś kolejne rozgrywki w Ruchu Chorzów. Z chorzowską drużyną zdobył wicemistrzostwo Polski oraz doszedł do finału Pucharu Polski. Latem 2012 roku Ruch zatrudnił Lewczuka na stałe. 
Przed sezonem 2013/14 Polak przeszedł do Zawiszy Bydgoszcz, z którym związał się dwuletnim kontraktem. 19 czerwca 2014 roku przeszedł do Legii Warszawa. 31 sierpnia 2016 podpisał dwuletni kontrakt z francuskim klubem Girondins Bordeaux. 12 czerwca 2019 podpisał z Legią Warszawa kontrakt na rok z opcją przedłużenia o kolejny. 19 października 2019 w meczu 12 kolejki Ekstraklasy przeciwko Lechowi Poznań zagrał 100. mecz w barwach Legii, a warszawski klub zwyciężył 2:1.
5 lipca 2021 powrócił do Znicza Pruszków. W swoim pierwszym sezonie w klubie zagrał 28 meczów, zdobywając jednego gola. W sezonie 2022/2023 nie rozegrał żadnego meczu w klubie, z powodu kontuzji kolana. 17 stycznia 2023 został zawodnikiem piątoligowego klubu KTS Weszło, w którym zadebiutował 23 kwietnia 2023, w wygranym 1:0 meczu V ligi przeciwko Żbikowi Nasielsk.

### Statystyki klubowe
Aktualne na 24 listopada 2021:
| Klub                  | Sezon              | Liga               | Liga  | Liga   | Puchar kraju | Puchar kraju | Kontynentalne | Kontynentalne | Inne  | Inne   | Suma  | Suma   |
| Klub                  | Sezon              | Liga               | Mecze | Bramki | Mecze        | Bramki       | Mecze         | Bramki        | Mecze | Bramki | Mecze | Bramki |
| --------------------- | ------------------ | ------------------ | ----- | ------ | ------------ | ------------ | ------------- | ------------- | ----- | ------ | ----- | ------ |
| Znicz Pruszków        | 2006/2007          | III liga           |       | 3      |              | 1            | –             | –             | –     | –      |       | 4      |
| Znicz Pruszków        | 2007/2008          | II liga            | 32    | 3      | 2            | 1            | –             | –             | –     | –      | 34    | 4      |
| Znicz Pruszków        | Ogólnie            | Ogólnie            |       | 6      |              | 2            | 0             | 0             | 0     | 0      |       | 8      |
| Zagłębie Lubin        | 2007/2008 j        | I liga             | 0     | 0      | 0            | 0            | –             | –             | 1     | 0      | 1     | 0      |
| Zagłębie Lubin        | Ogólnie            | Ogólnie            | 0     | 0      | 0            | 0            | 0             | 0             | 1     | 0      | 1     | 0      |
| Jagiellonia Białystok | 2008/2009          | Ekstraklasa        | 23    | 0      | 1            | 0            | –             | –             | 2     | 0      | 26    | 0      |
| Jagiellonia Białystok | 2009/2010          | Ekstraklasa        | 26    | 1      | 6            | 0            | –             | –             | –     | –      | 32    | 1      |
| Jagiellonia Białystok | 2010/2011 j        | Ekstraklasa        | 1     | 0      | 2            | 0            | 1             | 0             | –     | –      | 4     | 0      |
| Jagiellonia Białystok | Ogólnie            | Ogólnie            | 50    | 1      | 9            | 0            | 1             | 0             | 2     | 0      | 62    | 1      |
| Piast Gliwice         | 2010/2011 w        | I liga             | 13    | 0      | 0            | 0            | –             | –             | –     | –      | 13    | 0      |
| Piast Gliwice         | Ogólnie            | Ogólnie            | 13    | 0      | 0            | 0            | 0             | 0             | 0     | 0      | 13    | 0      |
| Ruch Chorzów          | 2011/2012          | Ekstraklasa        | 18    | 1      | 4            | 0            | –             | –             | –     | –      | 22    | 1      |
| Ruch Chorzów          | 2012/2013          | Ekstraklasa        | 19    | 0      | 3            | 0            | 2             | 0             | –     | –      | 24    | 0      |
| Ruch Chorzów          | Ogólnie            | Ogólnie            | 37    | 1      | 7            | 0            | 2             | 0             | 0     | 0      | 46    | 1      |
| Zawisza Bydgoszcz     | 2013/2014          | Ekstraklasa        | 36    | 1      | 8            | 0            | –             | –             | –     | –      | 44    | 1      |
| Zawisza Bydgoszcz     | Ogólnie            | Ogólnie            | 36    | 1      | 8            | 0            | 0             | 0             | 0     | 0      | 44    | 1      |
| Legia Warszawa        | 2014/2015          | Ekstraklasa        | 22    | 1      | 4            | 0            | 1             | 0             | 1     | 0      | 28    | 1      |
| Legia Warszawa        | 2015/2016          | Ekstraklasa        | 29    | 1      | 6            | 1            | 8             | 0             | 1     | 0      | 44    | 2      |
| Legia Warszawa        | 2016/2017 j        | Ekstraklasa        | 5     | 1      | 1            | 0            | 6             | 0             | 1     | 0      | 13    | 1      |
| Legia Warszawa        | Ogólnie            | Ogólnie            | 56    | 3      | 11           | 1            | 15            | 0             | 3     | 0      | 85    | 4      |
| Girondins Bordeaux    | 2016/2017          | Ligue 1            | 25    | 1      | 4            | 0            | –             | –             | 4     | 0      | 33    | 1      |
| Girondins Bordeaux    | 2017/2018          | Ligue 1            | 7     | 0      | 0            | 0            | 2             | 0             | 0     | 0      | 9     | 0      |
| Girondins Bordeaux    | 2018/2019          | Ligue 1            | 6     | 0      | 0            | 0            | 7             | 0             | 0     | 0      | 13    | 0      |
| Girondins Bordeaux    | Ogólnie            | Ogólnie            | 38    | 1      | 4            | 0            | 9             | 0             | 4     | 0      | 55    | 1      |
| Legia Warszawa        | 2019/2020          | Ekstraklasa        | 26    | 1      | 3            | 0            | 5             | 0             | –     | –      | 34    | 1      |
| Legia Warszawa        | 2020/2021          | Ekstraklasa        | 11    | 0      | 2            | 0            | 2             | 0             | 1     | 0      | 16    | 0      |
| Legia Warszawa        | Ogólnie            | Ogólnie            | 37    | 1      | 5            | 0            | 7             | 0             | 1     | 0      | 50    | 1      |
| Znicz Pruszków        | 2021/2022          | II liga            | 14    | 0      | 1            | 0            | –             | –             | –     | –      | 15    | 0      |
| Znicz Pruszków        | Ogólnie            | Ogólnie            | 14    | 0      | 1            | 0            | 0             | 0             | 0     | 0      | 15    | 0      |
| Ogólnie w karierze    | Ogólnie w karierze | Ogólnie w karierze | 313   | 13     | 47           | 3            | 34            | 0             | 11    | 0      | 405   | 16     |

## Kariera reprezentacyjna
12 stycznia 2014 został awaryjnie powołany w miejsce kontuzjowanego Adama Marciniaka na mecze z Norwegią i Mołdawią. Zadebiutował w meczu z Norwegią, kiedy wszedł w 90 minucie na boisko. Zagrał także przeciwko Mołdawii 81 minut.
| Mecze i gole w reprezentacji | Mecze i gole w reprezentacji | Mecze i gole w reprezentacji           | Mecze i gole w reprezentacji | Mecze i gole w reprezentacji | Mecze i gole w reprezentacji | Mecze i gole w reprezentacji |
| #                            | Data                         | Miasto                                 | Przeciwnik                   | Gol                          | Wynik                        | Rozgrywki                    |
| ---------------------------- | ---------------------------- | -------------------------------------- | ---------------------------- | ---------------------------- | ---------------------------- | ---------------------------- |
| 1.                           | 18 stycznia 2014             | Abu Zabi, Zjednoczone Emiraty Arabskie | Norwegia                     |                              | 3:0                          | Mecz towarzyski              |
| 2.                           | 20 stycznia 2014             | Abu Zabi, Zjednoczone Emiraty Arabskie | Mołdawia                     |                              | 1:0                          | Mecz towarzyski              |

## Sukcesy

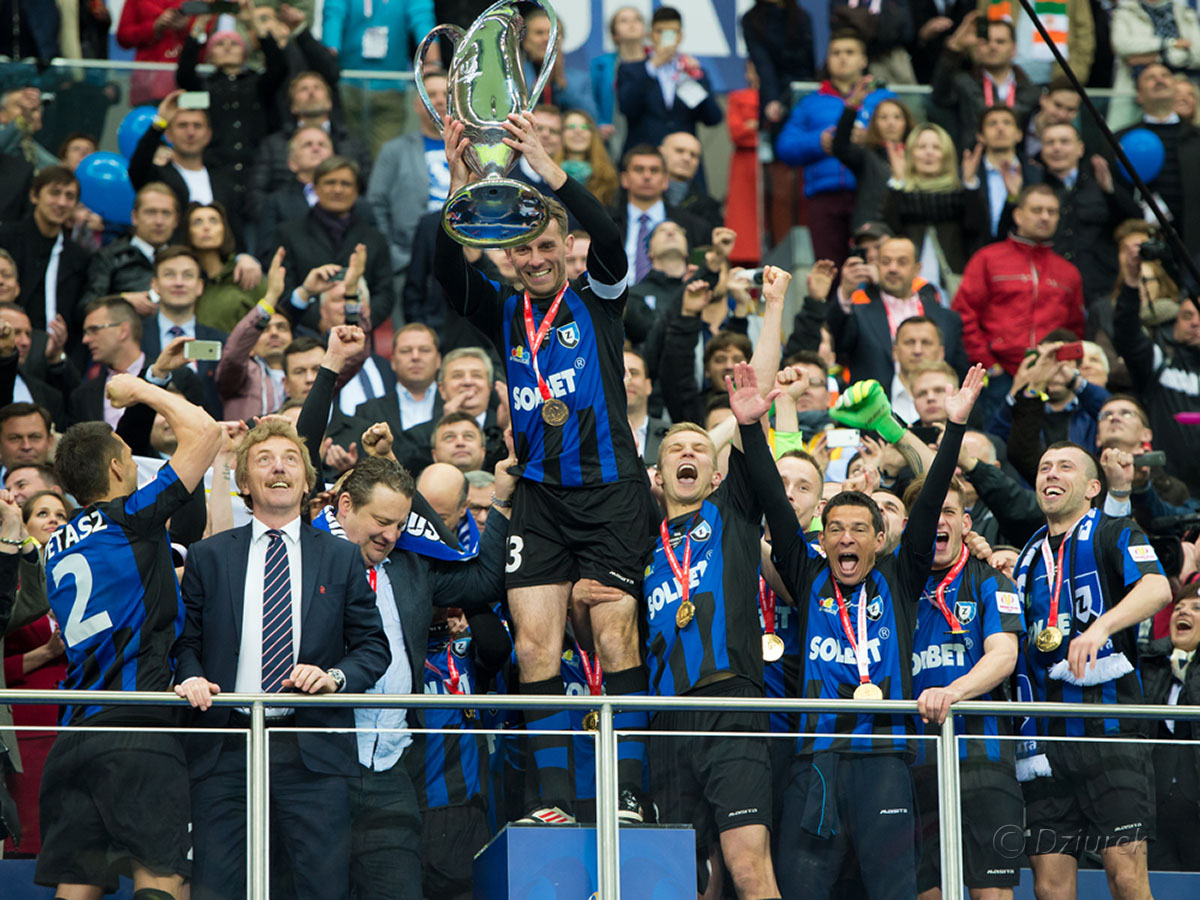
Lewczuk świętuje zdobycie Pucharu Polski z Zawiszą, Stadion Narodowy w Warszawie, 2 maja 2014

### Jagiellonia Białystok
- Puchar Polski: 2009/2010

### Zawisza Bydgoszcz
- Puchar Polski: 2013/2014

### Legia Warszawa
- Mistrzostwo Polski: 2015/2016, 2016/2017, 2019/2020, 2020/2021[12]
- Puchar Polski: 2014/2015, 2015/2016